# El Moral, Santiago Tuxtla
El Moral är en ort i Mexiko.   Den ligger i kommunen Santiago Tuxtla och delstaten Veracruz, i den sydöstra delen av landet, 400 km öster om huvudstaden Mexico City. El Moral ligger 19 meter över havet och antalet invånare är 297.
Terrängen runt El Moral är platt åt sydväst, men åt nordost är den kuperad. Terrängen runt El Moral sluttar västerut. Runt El Moral är det ganska tätbefolkat, med 70 invånare per kvadratkilometer. Närmaste större samhälle är Santiago Tuxtla, 16,3 km öster om El Moral. Omgivningarna runt El Moral är en mosaik av jordbruksmark och naturlig växtlighet.